# Jesper Bech
Jesper Bech (ur. 25 maja 1982) – duński piłkarz występujący na pozycji napastnika. Zawodnik klubu FC Roskilde.

## Kariera klubowa
Bech zawodową karierę rozpoczynał w 2002 roku w klubie FC København z Superligaen. W tych rozgrywkach zadebiutował 1 sierpnia 2003 roku w przegranym 1:2 pojedynku z FC Midtjylland, w którym strzelił także gola. W FC København spędził 3 lata. W tym czasie zdobył z klubem 2 mistrzostwa Danii (2003, 2004), Puchar Danii (2004), Superpuchar Danii (2004), a także wywalczył z nim wicemistrzostwo Danii (2005).
W 2005 roku Bech podpisał kontrakt ze szwedzkim Malmö FF. W Allsvenskan pierwszy mecz zaliczył 4 lipca 2005 roku przeciwko Halmstadowi (0:0). 3 października 2005 roku w wygranym 5:0 spotkaniu z Landskroną zdobył pierwszą bramkę w Allsvenskan. W Malmö występował przez rok.
W 2006 roku wrócił do Danii, gdzie został graczem Esbjerga grającego w Superligaen. Zadebiutował tam 29 lipca 2006 roku w wygranym 2:0 pojedynku z Odense BK. W 2008 roku dotarł z zespołem do finału Pucharu Danii, jednak Esbjerg uległ tam 2:3 ekipie Brøndby IF.
W 2009 roku Bech podpisał kontrakt z Silkeborgiem, również występującym w Superligaen. Zadebiutował tam 19 lipca 2009 roku w zremisowanym 1:1 meczu z HB Køge, w którym strzelił także gola. Na początku 2015 przeszedł do FC Roskilde.

## Kariera reprezentacyjna
Bech jest byłym reprezentantem Danii U-19 oraz U-21. W pierwszej reprezentacji Danii zadebiutował natomiast 15 listopada 2006 roku w zremisowanym 1:1 towarzyskim meczu z Czechami.